# 狸小路商店街

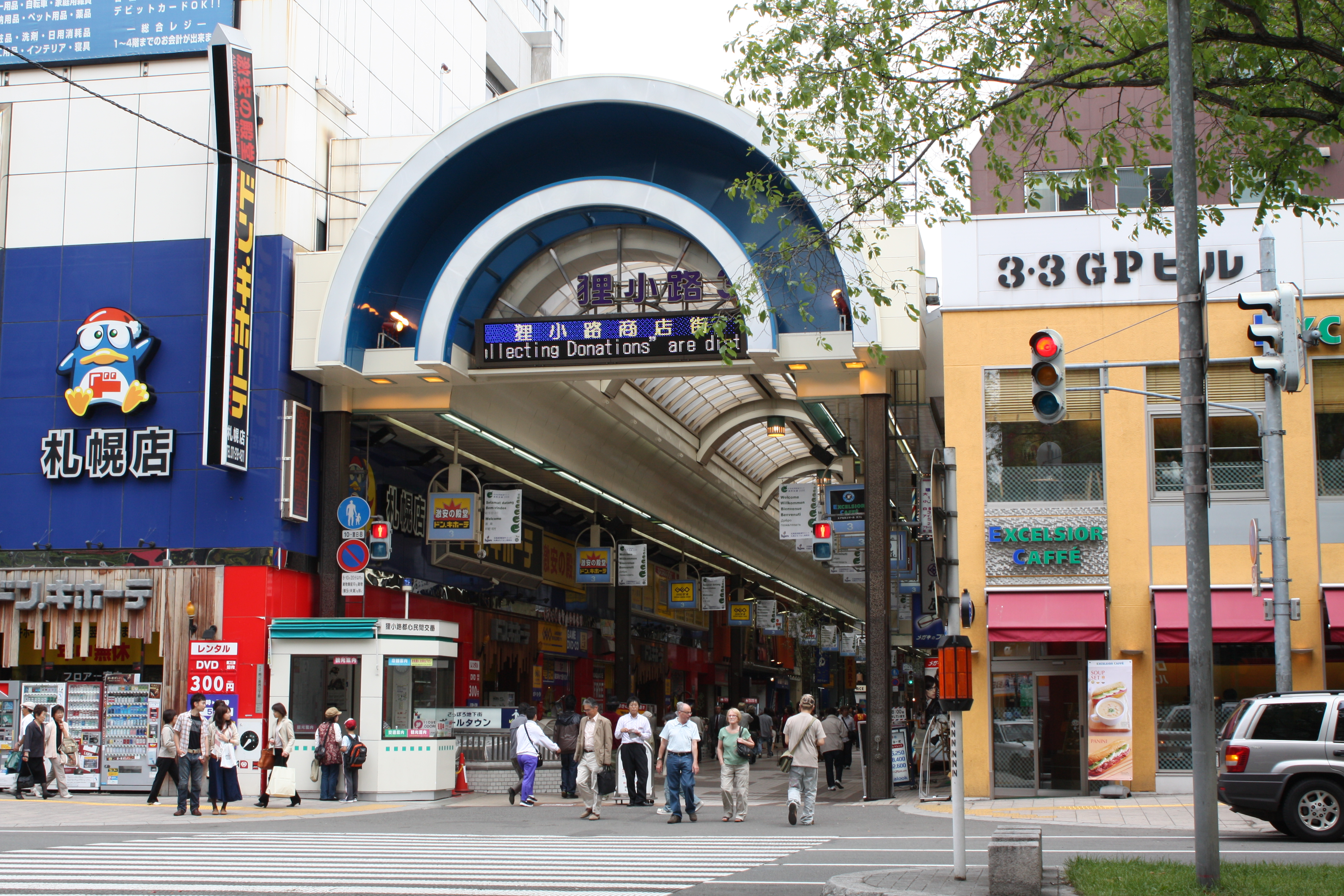
狸小路商店街（2008年6月）

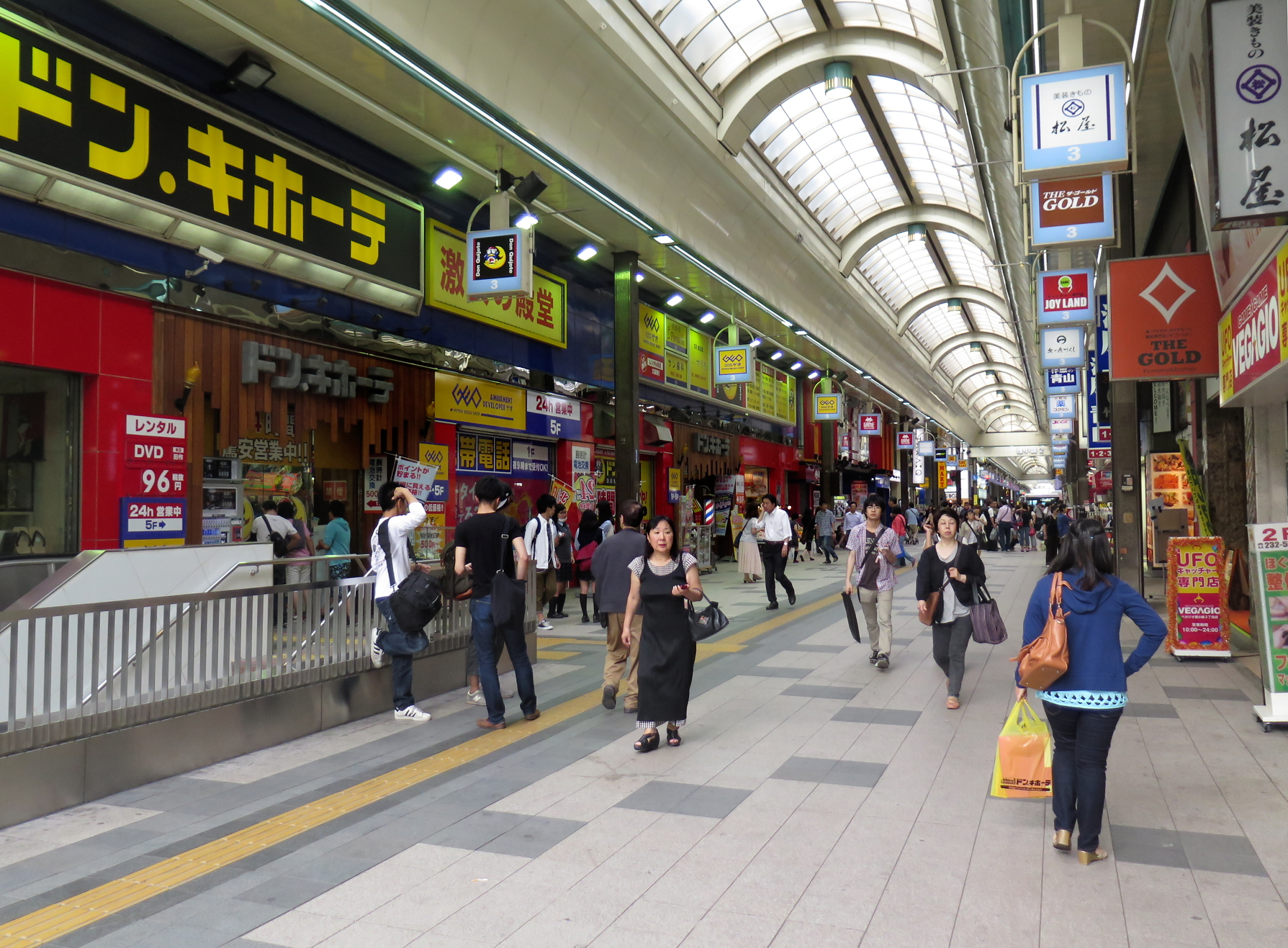
狸小路商店街內的商店（2014年6月）

狸小路商店街，是日本北海道札幌市中央區的一條著名商店街。狸小路一帶是相當繁榮的商店集中地，通常簡稱「狸小路」。

## 簡介
早在明治初期，狸小路商店街的原址就已開始有少量的商店及食店經營。由於狸小路周邊有北海道的主要幹線及運河，另一方面附近的薄野遊廓又正在發展，狸小路乘此優勢，亦得以興盛起來。1885年，札幌第一間觀光工場投入運作，並在狸小路原址開店，此時這商店街已經被稱為「狸小路」了。直至現在，狸小路有各種商品專門店、食肆以及土產專賣店陸續開張，因此亦成為了國外旅客深為喜愛的觀光場所。近年更有許多街頭表演者開始集中在狸小路一帶進行各種表演，尤其是音樂方面的表演。
1958年，狸小路各段街道的頂部開始設置天窗幕蓋，直至1982年再進行改建，成為今日的模樣。目前一丁目至六丁目間大部分都裝有新式天幕，七丁目則是從舊有幕蓋加工改建。到了2002年，狸小路再次進行大改修，在天幕的內部加置光纖線路與及無線區域網路，建立先進的內聯網設備，讓狸小路的店舖都能透過接駁網絡使用閉路電視以強化防盜系統。另外，在三丁目與四丁目之間的部分，因為與札幌的站前街道相交，因此設置了電動扶梯以便通往札幌地下街。

## 名字由來
關於狸小路商店街的名字由來，一向都眾說紛紜，當中有兩個說法是較為廣泛流傳的：其一，有指狸小路本來就有狸貓出沒；其二，每到晚上狸小路一帶就會有很多流鶯聚集招引客人，卻又不敢過於明目張膽，她們畏縮古怪的行徑令人聯想到狸貓。

## 實際範圍
狸小路商店街的實際範圍，大概是從東面的創成川為起點，經市道南二條三條中通線往西大約一公里止，這段地域為中心。狸小路商店街中，自西一丁目至西七丁目間，約有200間店舖，加盟了一個名為「札幌狸小路商店街振興組合」的組織。狸小路商店街建立起廣泛的連鎖地域，貫通札幌市營地下鐵大通車站至薄野車站的中間位置，與及大通公園地域、薄野地域，加上與札幌地下街有所聯繫，構成這一條號稱東京以北最大的商業街。

## 外部連結
- 狸小路商店街網站 （页面存档备份，存于）

43°03′30″N 141°21′17″E / 43.058333°N 141.35463°E